# 赵孟明
赵孟明（1903年—1983年），男，四川达县人，中华人民共和国政治人物，曾任四川省农业厅副厅长，四川省政协副主席。